# Shahid-Abbaspur-Talsperre
Die Shahid Abbaspur-Talsperre (bzw. "Karun-1") ist eine große Talsperre im Iran. Sie liegt 50 km nordöstlich von Masdsched Soleyman am Karun in der Provinz Khuzestan.
Das Absperrbauwerk ist eine doppelt gekrümmte Bogenstaumauer.
An die Talsperre sind zwei Wasserkraftwerke angeschlossen, die mit zusammen acht Turbinen à 250 MW insgesamt 2000 MW elektrische Leistung liefern. Nachdem die Staumauer schon 1976 fertiggestellt war, gab es zunächst nur vier Maschinensätze. Das zweite Kraftwerk wurde ab 1995 als Kaverne im tiefen Untergrund erbaut, 150 m unter dem Seewasserspiegel. Die achte Turbine ging erst 2006 in Betrieb.
Die Talsperre dient außerdem dem Hochwasserschutz. Die Talsperren Karun-2 (Masjid-e-Soleiman-Talsperre), Karun-3, Karun-4, sowie die Gotvand-Talsperre befinden sich am selben Fluss.